# Discografia dei The Offspring
La seguente è la discografia dei The Offspring, gruppo punk statunitense attivo dal 1984.
In più di 30 anni di carriera, hanno composto undici album in studio, tre EP, oltre trenta singoli e tre raccolte, per un totale di oltre 36 milioni di copie vendute in tutto il mondo. Il grande successo di Smash e Americana ha permesso al gruppo di raggiungere la fama internazionale e di diventare uno dei gruppi punk più famosi e popolari.

## Album in studio
| Informazioni album |
| --- |
| The Offspring - Data di pubblicazione: 15 giugno 1989 - Etichetta: Nemesis Records - Posizione in classifica: numero 85 NL - Lista tracce: "Jennifer Lost the War", "Elders", "Out on Patrol", "Crossroads", "Demons", "Beheaded", "Tehran", "A Thousand Days", "Blackball", "I'll Be Waiting", "Kill the President" - Vendite mondiali: 3.000 |
| Ignition - Data di pubblicazione: 16 ottobre 1992 - Etichetta: Epitaph Records - Lista tracce: "Session", "We Are One", "Kick Him When He's Down", "Take It like a Man", "Get It Right", "Dirty Magic", "Hypodermic", "Burn It Up", "No Hero", "L.A.P.D.", "Nothing from Something", "Forever and a Day" - RIAA certification: 1x Oro (500.000) - Vendite mondiali: 1 milione |
| Smash - Data di pubblicazione: 8 aprile 1994 - Etichetta: Epitaph Records - Posizione in classifica: numero 4 USA, numero 1 AUS, numero 6 NZ, numero 4 GER, numero 2 AUT, numero 3 SWI, numero 2 FIN, numero 5 NL, numero 9 NOR, numero 3 SWE, numero 109 FRA, numero 2 BEL, numero 21 ING - Lista tracce: "Time to Relax", "Nitro (Youth Energy)", "Bad Habit", "Gotta Get Away", "Genocide", "Something to Believe In", "Come Out and Play", "Self Esteem", "It'll Be a Long Time", "Killboy Powerhead", "What Happened to You?", "So Alone", "Not the One", "Smash" - RIAA certification: 6x Platino (6.000.000) - Vendite mondiali: 11 milioni                                 |
| Ixnay on the Hombre - Data di pubblicazione: 4 febbraio 1997 - Etichetta: Epitaph Records, Columbia Records - Posizione in classifica: numero 9 USA, numero 2 AUS, numero 2 NZ, numero 15 GER, numero 3 FRA, numero 3 AUT, numero 10 SWI, numero 2 FIN, numero 8 NL, numero 9 NOR, numero 4 SWE, numero 19 BEL, numero 17 ING, numero 3 CAN - Lista tracce: "Disclaimer", "The Meaning of Life", "Mota", "Me & My Old Lady", "Cool to Hate", "Leave It Behind", "Gone Away", "I Choose", "Intermission", "All I Want", "Way Down the Line", "Don't Pick It Up", "Amazed", "Change the World" - RIAA certification: 1x Platino (1.000.000) - Vendite mondiali: 3 milioni            |
| Americana - Data di pubblicazione: 17 novembre 1998 - Etichetta: Columbia Records - Posizione in classifica: numero 2 USA, numero 1 AUS, numero 1 NZ, numero 5 GER, numero 2 FRA, numero 1 AUT, numero 5 SWI, numero 2 FIN, numero 2 NOR, numero 1 SWE, numero 6 NL, numero 4 BEL, numero 10 ING, numero 3 CAN - Lista tracce: "Welcome", "Have You Ever", "Staring at the Sun", "Pretty Fly (for a White Guy)", "The Kids Aren't Alright", "Feelings", "She's Got Issues", "Walla Walla", "The End of the Line", "No Brakes", "Why Don't You Get a Job?", "Americana", "Pay the Man" - RIAA certification: 5x Platino (5.000.000) - Vendite mondiali: 11 milioni                  |
| Conspiracy of One - Data di pubblicazione: 14 novembre 2000 - Etichetta: Columbia Records - Posizione in classifica: numero 9 USA, numero 4 AUS, numero 11 NZ, numero 8 GER, numero 3 FRA, numero 5 AUT, numero 4 SWI, numero 12 ITA, numero 11 NOR, numero 8 SWE, numero 4 FIN, numero 32 NL, numero 35 BEL, numero 12 ING, numero 4 CAN - Lista tracce: "Intro", "Come Out Swinging", "Original Prankster", "Want You Bad", "Million Miles Away", "Dammit, I Changed Again", "Living in Chaos", "Special Delivery", "One Fine Day", "All Along", "Denial, Revisited", "Vultures", "Conspiracy of One" - RIAA certification: 1x Platino (1.000.000) - Vendite mondiali: 5 milioni |
| Splinter - Data di pubblicazione: 9 dicembre 2003 - Etichetta: Columbia Records - Posizione in classifica: numero 30 USA, numero 12 AUS, numero 27 NZ, numero 31 GER, numero 19 FRA, numero 10 AUT, numero 13 SWI, numero 98 NL, numero 56 SWE, numero 33 FIN, numero 27 ING - Lista tracce: "Neocon", "The Noose", "Long Way Home", "Hit That", "Race Against Myself", "(Can't Get My) Head Around You", "The Worst Hangover Ever", "Never Gonna Find Me", "Lightning Rod", "Spare Me the Details", "Da Hui", "When You're in Prison" - RIAA certification: 1x Oro (500.000) - Vendite mondiali: 1,5 milioni                                                                      |
| Rise and Fall, Rage and Grace - Data di pubblicazione: 17 giugno 2008 - Etichetta: Columbia Records - Posizione in classifica: numero 10 USA, numero 3 AUS, numero 9 NZ, numero 13 GER, numero 6 FRA, numero 7 AUT, numero 5 SWI, numero 73 NL, numero 52 SWE, numero 12 FIN, numero 43 SPA, numero 36 BEL, numero 24 POR, numero 39 ING, numero 4 CAN, numero 27 ITA - Lista tracce: "Half-Truism", "Trust in You", "You're Gonna Go Far, Kid", "Hammerhead", "A Lot like Me", "Takes Me Nowhere", "Kristy, Are You Doing Okay?", "Nothingtown", "Stuff Is Messed Up", "Fix You", "Let's Hear It for Rock Bottom", "Rise and Fall" - Vendite mondiali: 550.000                    |
| Days Go By - Data di pubblicazione: 26 giugno 2012 - Etichetta: Columbia Records - Posizione in classifica: numero 56 NL, numero 6 AUT, numero 12 USA, numero 43 ING, numero 4 CAN, numero 5 GER, numero 95 BEL, numero 7 AUS, numero 8 SWI, numero 19 POL, numero 22 SPA, numero 23 ITA, numero 57 SWE - Lista tracce: "The Future Is Now", "Secrets from the Underground", "Days Go By", "Turning into You", "Hurting as One", "Cruising California (Bumpin' in My Trunk)", "All I Have Left Is You", "OC Guns", "Dirty Magic", "I Wanna Secret Family (with You)", "Dividing by Zero", "Slim Pickens Does the Right Thing and Rides the Bomb to Hell" - Vendite mondiali: /     |
| Let the Bad Times Roll - Data di pubblicazione: 16 aprile 2021 - Etichetta: Concord Records - Posizione in classifica: numero 2 AUS, numero 34 GRE, numero 3 ING - Lista tracce: "This Is Not Utopia", "Let the Bad Times Roll", "Behind Your Walls", "Army of One", "Breaking These Bones", "Coming for You", "We Never Have Sex Anymore", "In the Hall of the Mountain King", "The Opioid Diaries", "Hassan Chop", "Gone Away", "Lullaby" - Vendite mondiali: / |
| Supercharged - Data di pubblicazione: 11 ottobre 2024 - Etichetta: Concord Records - Posizione in classifica: / - Lista tracce: "Looking Out for # 1", "Light It Up", "The Fall Guy", "Make It All Right", "OK, but This Is the Last Time", "Truth in Fiction", "Come to Brazil", "Get Some", "Hanging by a Thread", "You Can't Get There from Here" - Vendite mondiali: / |

## EP

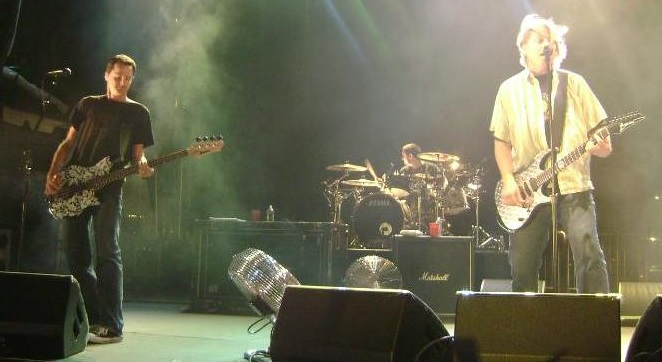
In concerto a Charlotte

| Anno | EP                   | Etichetta discografica |
| ---- | -------------------- | ---------------------- |
| 1991 | Baghdad              | Nemesis                |
| 1997 | Club Me              |                        |
| 1998 | A Piece of Americana | Columbia               |

## Demo
| Anno | Demo   | Etichetta discografica |
| ---- | ------ | ---------------------- |
| 1988 | Tehran |                        |

## Raccolte
| Informazioni album |
| --- |
| The Offspring Collection - Data di pubblicazione: 4 agosto 1999 - Etichetta: Epitaph Records - Lista tracce: - Come Out and Play CD singolo: "Come Out and Play", "Session", "Come Out and Play" (Acoustic) - Self Esteem CD singolo: "Self Esteem", "Burn It Up", "Jennifer Lost the War" - Gotta Get Away CD singolo: "Gotta Get Away", "Forever and a Day", "We Are One" - Pretty Fly (for a White Guy) CD singolo: "Pretty Fly (for a White Guy)", "Pretty Fly (for a White Guy)" (The Geek Mix), "Pretty Fly (for a White Guy)" (The Baka Boyz Low Rider Remix), "All I Want" (Live) |
| Greatest Hits - Data di pubblicazione: 20 giugno 2005 - Etichetta: Columbia Records - Posizione in classifica: numero 8 USA, numero 2 AUS, numero 1 FIN, numero 24 SPA, numero 17 BEL, numero 24 POR, numero 1 NZ, numero 23 GER, numero 6 AUT, numero 5 SWI, numero 24 SWE, numero 14 ING, numero 6 CAN, numero 30 ITA - Lista tracce: "Can't Repeat", "Come Out and Play (Keep 'Em Separated)", "Self Esteem", "Gotta Get Away", "All I Want", "Gone Away", "Pretty Fly (for a White Guy)", "Why Don't You Get a Job?", "The Kids Aren't Alright", "Original Prankster", "Want You Bad", "Defy You" "Hit That", "(Can't Get My) Head Around You", "Next to You" (traccia fantasma) - Certificazione RIAA: 1x Oro (500.000) |
| Happy Hour! - Data di pubblicazione: 4 agosto 2010 - Etichetta: Sony Music Entertainment Japan - Posizione in classifica: / - Lista tracce: "Come Out and Play (Keep 'Em Separated)" (Live), "Pretty Fly (for a White Guy)" (Live), "All I Want" (Live), "Gone Away" (Live), "Staring at the Sun" (Live), "Hit That" (Live), "Gotta Get Away" (Live), "Dammit, I Changed Again" (Live at Wembley), "D.U.I.", "Beheaded (1999)", "Sin City", "I Got a Right", "Hey Joe", "80 Times", "Autonomy", "Want You Bad" (Blag Dahlia Remix), "Why Don't You Get a Job?" (Baka Boyz Remix), "Million Miles Away" (Apollo 440 Remix), "Pretty Fly (for a White Guy)" (The Baka Boyz Low Rider Remix)                                    |

## Singoli
| Anno | Canzone                                                | Posizione | Posizione                 | Posizione   | Posizione       | Posizione | Posizione | Posizione | Posizione | Posizione | Posizione | Posizione | Posizione | Posizione | Posizione | Posizione | Posizione | Posizione | Album                         |
| Anno | Canzone                                                | Hot 100   | Billboard Hot 100 Airplay | Modern Rock | Mainstream Rock | ING       | GER       | NOR       | AUT       | SVI       | SVE       | AUS       | NZL       | BEL       | FRA       | ITA       | NLD       | CAN       | Album                         |
| ---- | ------------------------------------------------------ | --------- | ------------------------- | ----------- | --------------- | --------- | --------- | --------- | --------- | --------- | --------- | --------- | --------- | --------- | --------- | --------- | --------- | --------- | ----------------------------- |
| 1986 | I'll Be Waiting/Blackball                              | —         | —                         | —           | —               | —         | —         | —         | —         | —         | —         | —         | —         | —         | —         | —         | —         | —         | The Offspring                 |
| 1994 | Come Out and Play                                      | —         | —                         | 1           | 10              | 98        | —         | —         | —         | —         | 23        | 8         | —         | —         | 14        | —         | 32        | 43        | Smash                         |
| 1994 | Self Esteem                                            | —         | —                         | 4           | 7               | 37        | 4         | 1         | 4         | —         | 1         | 6         | 39        | 7         | 20        | —         | 4         | 34        | Smash                         |
| 1995 | Gotta Get Away                                         | —         | —                         | 6           | 15              | 43        | —         | 18        | 36        | —         | 26        | —         | —         | 28        | —         | —         | 33        | 32        | Smash                         |
| 1995 | Kick Him When He's Down                                | —         | —                         | 22          | —               | —         | —         | —         | —         | —         | —         | —         | —         | —         | —         | —         | —         | —         | Ignition                      |
| 1995 | Smash It Up                                            | —         | —                         | 16          | —               | —         | —         | —         | —         | —         | —         | —         | —         | —         | —         | —         | —         | —         | Batman Forever                |
| 1997 | All I Want                                             | —         | —                         | 13          | 18              | 31        | —         | 6         | 25        | —         | 36        | 15        | 27        | —         | —         | —         | 51        | —         | Ixnay on the Hombre           |
| 1997 | Gone Away                                              | —         | —                         | 4           | 1               | 42        | 93        | —         | —         | —         | —         | 16        | 35        | —         | —         | —         | 93        | 28        | Ixnay on the Hombre           |
| 1997 | The Meaning of Life                                    | —         | —                         | —           | —               | —         | —         | —         | —         | —         | —         | —         | —         | —         | —         | —         | —         | —         | Ixnay on the Hombre           |
| 1997 | I Choose                                               | —         | —                         | 24          | 5               | —         | —         | —         | —         | —         | —         | —         | —         | —         | —         | —         | —         | 66        | Ixnay on the Hombre           |
| 1998 | Pretty Fly (for a White Guy)                           | 53        | —                         | 3           | 5               | 1         | 2         | 1         | 2         | 4         | 1         | 1         | —         | 1         | 10        | 1         | 1         | 9         | Americana                     |
| 1999 | Why Don't You Get a Job?                               | 74        | —                         | 4           | 10              | 2         | 16        | 6         | 16        | 24        | 2         | 2         | 4         | 17        | 29        | 12        | 6         | 19        | Americana                     |
| 1999 | The Kids Aren't Alright                                | —         | —                         | 6           | 11              | 11        | 45        | —         | —         | —         | 16        | —         | 39        | 43        | 32        | 45        | 29        | —         | Americana                     |
| 1999 | She's Got Issues                                       | —         | —                         | 11          | 19              | 41        | —         | —         | —         | 60        | 59        | —         | —         | —         | —         | —         | 89        | —         | Americana                     |
| 2000 | Totalimmortal                                          | —         | —                         | 27          | 36              | —         | —         | —         | —         | —         | —         | —         | —         | —         | —         | —         | —         | —         | Io, me & Irene                |
| 2000 | Original Prankster                                     | 70        | —                         | 2           | 7               | 6         | 46        | 7         | —         | 20        | 5         | 5         | 34        | 56        | 34        | 11        | 44        | 5         | Conspiracy of One             |
| 2001 | Want You Bad                                           | —         | —                         | 10          | 23              | 15        | —         | —         | 67        | 45        | 46        | 35        | —         | —         | —         | 36        | —         | —         | Conspiracy of One             |
| 2001 | Million Miles Away                                     | —         | —                         | —           | —               | 21        | —         | —         | —         | 97        | —         | —         | —         | —         | —         | 42        | —         | —         | Conspiracy of One             |
| 2001 | Defy You                                               | 77        | —                         | 8           | 8               | —         | 62        | —         | 54        | 52        | —         | —         | —         | —         | —         | 17        | —         | —         | Orange County                 |
| 2003 | Hit That                                               | 64        | —                         | 1           | 6               | 11        | 31        | —         | 21        | 57        | —         | 13        | 24        | —         | 32        | 19        | 60        | —         | Splinter                      |
| 2004 | (Can't Get My) Head Around You                         | —         | —                         | 6           | 16              | 48        | —         | —         | —         | —         | —         | —         | —         | —         | —         | —         | —         | —         | Splinter                      |
| 2004 | Spare Me the Details                                   | —         | —                         | —           | —               | —         | —         | —         | —         | —         | —         | —         | 31        | —         | —         | —         | —         | —         | Splinter                      |
| 2005 | Next to You                                            | —         | —                         | —           | 29              | —         | —         | —         | —         | —         | —         | —         | —         | —         | —         | —         | —         | —         | Greatest Hits                 |
| 2005 | Can't Repeat                                           | —         | —                         | 9           | 10              | —         | —         | —         | —         | —         | —         | —         | —         | —         | —         | —         | —         | —         | Greatest Hits                 |
| 2008 | Hammerhead                                             | —         | —                         | 2           | 8               | —         | —         | —         | —         | —         | —         | —         | —         | —         | —         | 38        | —         | 53        | Rise and Fall, Rage and Grace |
| 2008 | You're Gonna Go Far, Kid                               | 63        | 99                        | 1           | 10              | —         | 67        | —         | —         | —         | —         | —         | 28        | —         | —         | —         | —         | 25        | Rise and Fall, Rage and Grace |
| 2008 | Kristy, Are You Doing Okay?                            | —         | 41                        | 7           | 38              | —         | —         | —         | —         | —         | —         | —         | —         | —         | —         | —         | —         | —         | Rise and Fall, Rage and Grace |
| 2009 | Half-Truism                                            | —         | —                         | 21          | 30              | —         | —         | —         | —         | —         | —         | —         | —         | —         | —         | —         | —         | —         | Rise and Fall, Rage and Grace |
| 2012 | Days Go By                                             | —         | —                         | 7           | 2               | —         | —         | —         | —         | —         | —         | —         | —         | —         | —         | —         | —         | 88        | Days Go By                    |
| 2012 | Cruising California (Bumpin' in My Trunk)              | —         | —                         | —           | —               | —         | —         | —         | —         | —         | —         | —         | —         | —         | —         | —         | —         | —         | Days Go By                    |
| 2012 | Turning into You                                       | —         | —                         | 39          | 24              | —         | —         | —         | —         | —         | —         | —         | —         | —         | —         | —         | —         | —         | Days Go By                    |
| 2015 | Coming for You                                         | —         | —                         | 16          | 1               | —         | —         | —         | —         | —         | —         | —         | —         | —         | —         | —         | —         | —         | Let the Bad Times Roll        |
| 2016 | Sharknado                                              | —         | —                         | —           | —               | —         | —         | —         | —         | —         | —         | —         | —         | —         | —         | —         | —         | —         | Sharknado 4                   |
| 2020 | Christmas (Baby Please Come Home)                      | —         | —                         | —           | —               | —         | —         | —         | —         | —         | —         | —         | —         | —         | —         | —         | —         | —         | /                             |
| 2021 | Let the Bad Times Roll                                 | —         | —                         | —           | —               | —         | —         | —         | —         | —         | —         | —         | —         | —         | —         | —         | —         | —         | Let the Bad Times Roll        |
| 2021 | We Never Have Sex Anymore                              | —         | —                         | —           | —               | —         | —         | —         | —         | —         | —         | —         | —         | —         | —         | —         | —         | —         | Let the Bad Times Roll        |
| 2021 | Gone Away                                              | —         | —                         | —           | —               | —         | —         | —         | —         | —         | —         | —         | —         | —         | —         | —         | —         | —         | Let the Bad Times Roll        |
| 2022 | Bells Will Be Ringing (Please Come Home for Christmas) | —         | —                         | —           | —               | —         | —         | —         | —         | —         | —         | —         | —         | —         | —         | —         | —         | —         | /                             |
| 2024 | Make It All Right                                      | —         | —                         | —           | —               | —         | —         | —         | —         | —         | —         | —         | —         | —         | —         | —         | —         | —         | Supercharged                  |

## Apparizioni in compilation

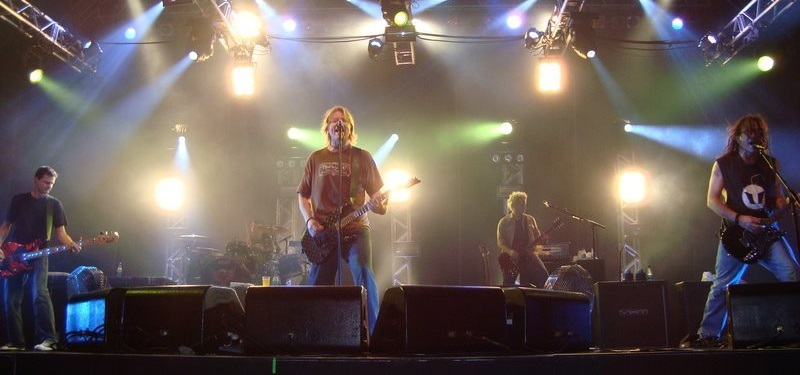
In concerto a Fortaleza, Brasile, nel 2008

| Anno | Canzone                               | Compilation                                                          |
| ---- | ------------------------------------- | -------------------------------------------------------------------- |
| 1984 | Hopeless                              | We Got Power, Vol. 2: Party Animal (sotto il nome di Manic Subsidal) |
| 1991 | Take It like a Man                    | The Big One: San Francisco/Los Angeles                               |
| 1994 | Session Jennifer Lost the War         | Punk-O-Rama Vol. 1                                                   |
| 1996 | Hey Joe (cover)                       | Go Ahead Punk, Make My Day                                           |
| 1996 | Beheaded                              | Go Ahead Punk, Make My Day Warped Tour 2005 Tour Compilation (2005)  |
| 1996 | Bad Habit                             | Bored Generation                                                     |
| 1997 | D.U.I.                                | Club Me Gone Away The Thought Remains the Same (1998)                |
| 1997 | Dirty Magic                           | M.O.M., Vol. 2: Music for Our Mother Ocean                           |
| 1998 | Tehran                                | The Thought Remains the Same                                         |
| 1998 | Elders                                | Lose Your Illusions, Vol. 1 Think Punk Vol. 1 (2007)                 |
| 1999 | Hand Grenades                         | Short Music for Short People                                         |
| 2000 | The Kids Aren't Alright               | Woodstock 1999                                                       |
| 2001 | Jennifer Lost the War A Thousand Days | Punkzilla                                                            |
| 2003 | I Wanna Be Sedated (cover)            | We're a Happy Family - A Tribute to Ramones                          |
| 2004 | Baghdad                               | Rock Against Bush, Vol. 1                                            |
| 2005 | Mission from God                      | Punk-O-Rama Vol. 10                                                  |
| 2006 | Come Out and Play Session             | Best of Punk-O-Rama                                                  |

## Videografia

### Album video
| Anno | Titolo                          |
| ---- | ------------------------------- |
| 1998 | Americana                       |
| 2000 | Huck It                         |
| 2005 | Complete Music Video Collection |

### Video musicali
| Anno | Brano                                                                         | Regista                         | Album                          |
| ---- | ----------------------------------------------------------------------------- | ------------------------------- | ------------------------------ |
| 1994 | Come Out and Play                                                             | Darren Lavett                   | Smash                          |
| 1995 | Self Esteem                                                                   | Darren Lavett                   | Smash                          |
| 1995 | Gotta Get Away                                                                | Samuel Bayer                    | Smash                          |
| 1997 | All I Want                                                                    | David Yow                       | Ixnay on the Hombre            |
| 1997 | Gone Away                                                                     | Nigel Dick                      | Ixnay on the Hombre            |
| 1997 | The Meaning of Life                                                           | Kevin Kerslake                  | Ixnay on the Hombre            |
| 1997 | I Choose                                                                      | Dexter Holland                  | Ixnay on the Hombre            |
| 1998 | Cool to Hate                                                                  |                                 | Americana                      |
| 1998 | Mota                                                                          |                                 | Americana                      |
| 1998 | Burn It Up                                                                    |                                 | Americana                      |
| 1998 | Pretty Fly (for a White Guy)                                                  | McG                             | Americana                      |
| 1999 | Why Don't You Get a Job?                                                      | McG                             | Americana                      |
| 1999 | The Kids Aren't Alright                                                       | Yariv Gaber                     | Americana                      |
| 1999 | She's Got Issues                                                              | Jonathan Dayton e Valerie Faris | Americana                      |
| 2000 | Original Prankster                                                            | Dave Meyers                     | Conspiracy of One              |
| 2001 | Want You Bad                                                                  | Spencer Susser                  | Conspiracy of One              |
| 2001 | Million Miles Away                                                            | Jennifer Lebeau                 | Conspiracy of One              |
| 2001 | Defy You                                                                      | Dave Meyers                     | Orange County (colonna sonora) |
| 2003 | Da Hui                                                                        | Paul Cobb                       | Splinter                       |
| 2004 | Hit That                                                                      | John Williams e David Lea       | Splinter                       |
| 2004 | (Can't Get My) Head Around You                                                | Joseph Kahn                     | Splinter                       |
| 2005 | Can't Repeat                                                                  | Ramon & Pedro                   | Greatest Hits                  |
| 2008 | Hammerhead                                                                    | Teqtonik                        | Rise and Fall, Rage and Grace  |
| 2008 | You're Gonna Go Far, Kid                                                      | Chris Hopewell                  | Rise and Fall, Rage and Grace  |
| 2009 | Kristy, Are You Doing Okay?                                                   | Lex Halaby                      | Rise and Fall, Rage and Grace  |
| 2009 | Stuff Is Messed Up                                                            | F. Scott Schafer e Sean Evans   | Rise and Fall, Rage and Grace  |
| 2012 | Days Go By                                                                    | Lex Halaby                      | Days Go By                     |
| 2012 | Cruising California (Bumpin' in My Trunk)                                     | Mickey Finnegan                 | Days Go By                     |
| 2014 | Dividing by Zero/Slim Pickens Does the Right Thing and Rides the Bomb to Hell | Anthony F. Schepperd            | Days Go By                     |
| 2015 | Coming for You                                                                | Josh Forbes                     | Let the Bad Times Roll         |
| 2020 | Christmas (Baby Please Come Home)                                             |                                 | /                              |
| 2021 | Let the Bad Times Roll                                                        | Marc Klasfeld                   | Let the Bad Times Roll         |
| 2021 | We Never Have Sex Anymore                                                     | F. Scott Schafer                | Let the Bad Times Roll         |
| 2021 | This Is Not Utopia                                                            | Samuel Bayer                    | Let the Bad Times Roll         |
| 2021 | The Opioid Diaries                                                            | Daveed Benito                   | Let the Bad Times Roll         |
| 2022 | Behind Your Walls                                                             | Jeb Hardwick                    | Let the Bad Times Roll         |
| 2024 | Make It All Right                                                             | Margaret Bialis                 | Supercharged                   |
| 2025 | OK, but This Is the Last Time                                                 | Marc Klasfeld                   | Supercharged                   |
| 2025 | Come to Brazil                                                                | Circus Head                     | Supercharged                   |

## Colonne sonore

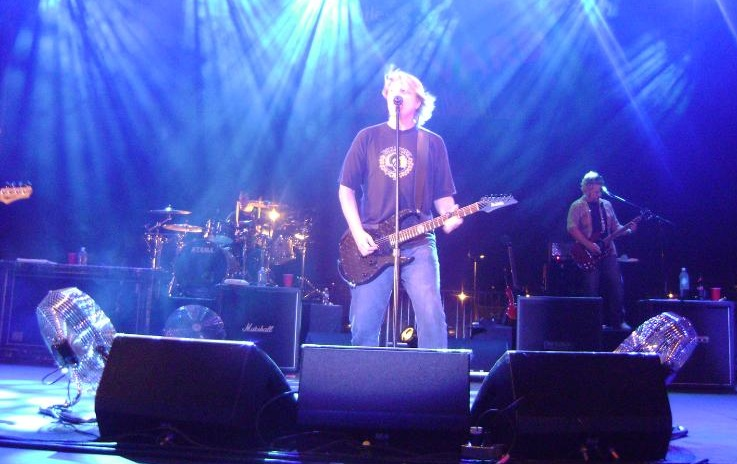
In concerto a Charlotte

| Anno | Titolo                               | Film                            |
| ---- | ------------------------------------ | ------------------------------- |
| 1994 | Forever and a Day Take It like a Man | Sesso e fuga con l'ostaggio     |
| 1995 | Smash It Up                          | Batman Forever                  |
| 1997 | D.U.I.                               | So cosa hai fatto               |
| 1997 | Mota Amazed The Meaning of Life      | Snowriders II                   |
| 1998 | The Kids Aren't Alright              | The Faculty                     |
| 1999 | Nitro (Youth Energy)                 | Varsity Blues                   |
| 1999 | Beheaded 1999 I Wanna Be Sedated     | Giovani diavoli                 |
| 2000 | Bloodstains                          | Ready to Rumble                 |
| 2000 | Pretty Fly (for a White Guy)         | American School                 |
| 2000 | Totalimmortal                        | Io, me & Irene                  |
| 2001 | Come Out and Play                    | Bubble Boy                      |
| 2001 | Original Prankster                   | Animal                          |
| 2001 | Want You Bad                         | American Pie 2                  |
| 2001 | Want You Bad                         | Tomcats                         |
| 2002 | Defy You                             | Orange County                   |
| 2002 | Dammit, I Changed Again              | Un ragazzo tutto nuovo          |
| 2002 | Americana                            | Bowling a Columbine             |
| 2003 | Elders                               | Pauly Shore Is Dead             |
| 2006 | Come Out and Play                    | Cambia la tua vita con un click |
| 2016 | Sharknado                            | Sharknado 4                     |

## Interviste
| Anno | CD                              | Etichetta discografica |
| ---- | ------------------------------- | ---------------------- |
| 1998 | If You Can't Join 'Em, Beat 'Em | Mastertone Records     |
| 2000 | In Conversation                 | Baktabak Records       |
| 2000 | Maximum Offspring               | Orchard Records        |

## Cover
| Titolo                                                 | Pubblicata                                                                                 | Artista originale |
| ------------------------------------------------------ | ------------------------------------------------------------------------------------------ | ----------------- |
| 52 Girls                                               | - Contains No Caffeine                                                                     | The B-52's        |
| 80 Times                                               | - Conspiracy of One (vinile) - Want You Bad                                                | T.S.O.L.          |
| Ain't Talkin' 'Bout Love                               | Suonata solamente live                                                                     | Van Halen         |
| Autonomy                                               | - Want You Bad                                                                             | Buzzcocks         |
| Ballroom Blitz                                         | Suonata solamente live                                                                     | Sweet             |
| Basket Case                                            | Suonata solamente live                                                                     | Green Day         |
| Blitzkrieg Bop                                         | Suonata solamente live                                                                     | Ramones           |
| Bloodstains                                            | - Ready to Rumble                                                                          | Agent Orange      |
| Feelings                                               | - Americana                                                                                | Morris Albert     |
| Hey Joe                                                | - Baghdad - Go Ahead Punk, Make My Day - Gone Away                                         | Billy Roberts     |
| ...Baby One More Time                                  | Suonata solamente live                                                                     | Britney Spears    |
| I Got a Right                                          | - Club Me - The Meaning of Life                                                            | The Stooges       |
| Faith                                                  | Suonata solamente live (Dexter Holland e Noodles)                                          | George Michael    |
| I Wanna Be Sedated                                     | - Why Don't You Get a Job? - We're a Happy Family - A Tribute to Ramones - Giovani diavoli | Ramones           |
| Iron Man                                               | Suonata solamente live                                                                     | Black Sabbath     |
| Killboy Powerhead                                      | - Smash                                                                                    | Didjits           |
| My Favourite Game                                      | Suonata solamente live                                                                     | The Cardigans     |
| Next to You                                            | - Greatest Hits                                                                            | The Police        |
| O.C. Life                                              | - Rise and Fall, Rage and Grace                                                            | Rikk Agnew / D.I. |
| One Hundred Punks                                      | - Defy You - Can't Repeat                                                                  | Generation X      |
| Sin City                                               | - Million Miles Away                                                                       | AC/DC             |
| Sweet Child o' Mine                                    | Suonata solamente live                                                                     | Guns N' Roses     |
| Smash It Up                                            | - Batman Forever - Club Me - All I Want                                                    | The Damned        |
| Smells like Teen Spirit                                | Suonata solamente live                                                                     | Nirvana           |
| Stand by Me                                            | Suonata solamente live (Dexter Holland con i Pennywise)                                    | Ben E. King       |
| The Beautiful People                                   | Suonata solamente live                                                                     | Marilyn Manson    |
| The Guns of Brixton                                    | Suonata solamente live                                                                     | The Clash         |
| Territorial Pissings                                   | Suonata solamente live                                                                     | Nirvana           |
| Totalimmortal                                          | - Io, me & Irene                                                                           | AFI               |
| Undone (The Sweater Song)                              | Suonata solamente live                                                                     | Weezer            |
| When You Say Nothing at All                            | Suonata solamente live                                                                     | Ronan Keating     |
| Sharknado (brano originale: Gigantor)                  | - Sharknado 4                                                                              | The Dickies       |
| Here Kitty Kitty                                       |                                                                                            | Joe Exotic        |
| Christmas (Baby Please Come Home)                      | - Christmas (Baby Please Come Home)                                                        | Darlene Love      |
| Bells Will Be Ringing (Please Come Home for Christmas) | - Bells Will Be Ringing (Please Come Home for Christmas)                                   | Charles Brown     |